# Arlette Contreras
Cindy Arlette Contreras Bautista (Ayacucho, 26 de junho de 1990) é uma advogada e ativista peruana, concecorada com o Prêmio Internacional às Mulheres de Coragem. Em 2017, apareceu na lista de 100 pessoas mais influentes do ano pela Time, e é uma das 100 Mulheres da lista da BBC de 2018.